# 馬越長火塚古墳
馬越長火塚古墳（まごしながひづかこふん）は、愛知県豊橋市石巻本町にある前方後円墳である。
1981年（昭和56年）に愛知県史跡、2016年（平成28年）3月1日に隣接する大塚南古墳・口明塚南古墳と合わせ、「馬越長火塚古墳群」として国史跡に指定された。

## 概要

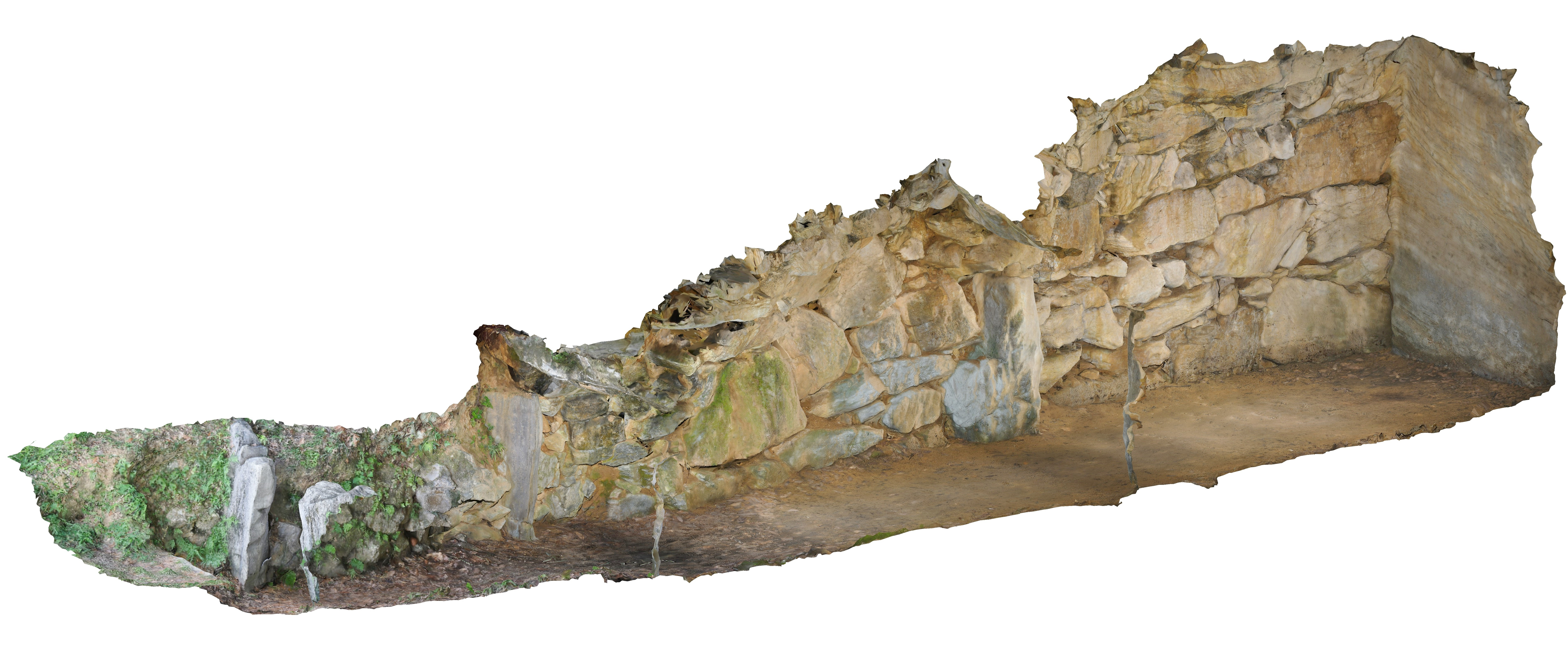
石室俯瞰図左から右に、羨道・前室・奥室（玄室）。

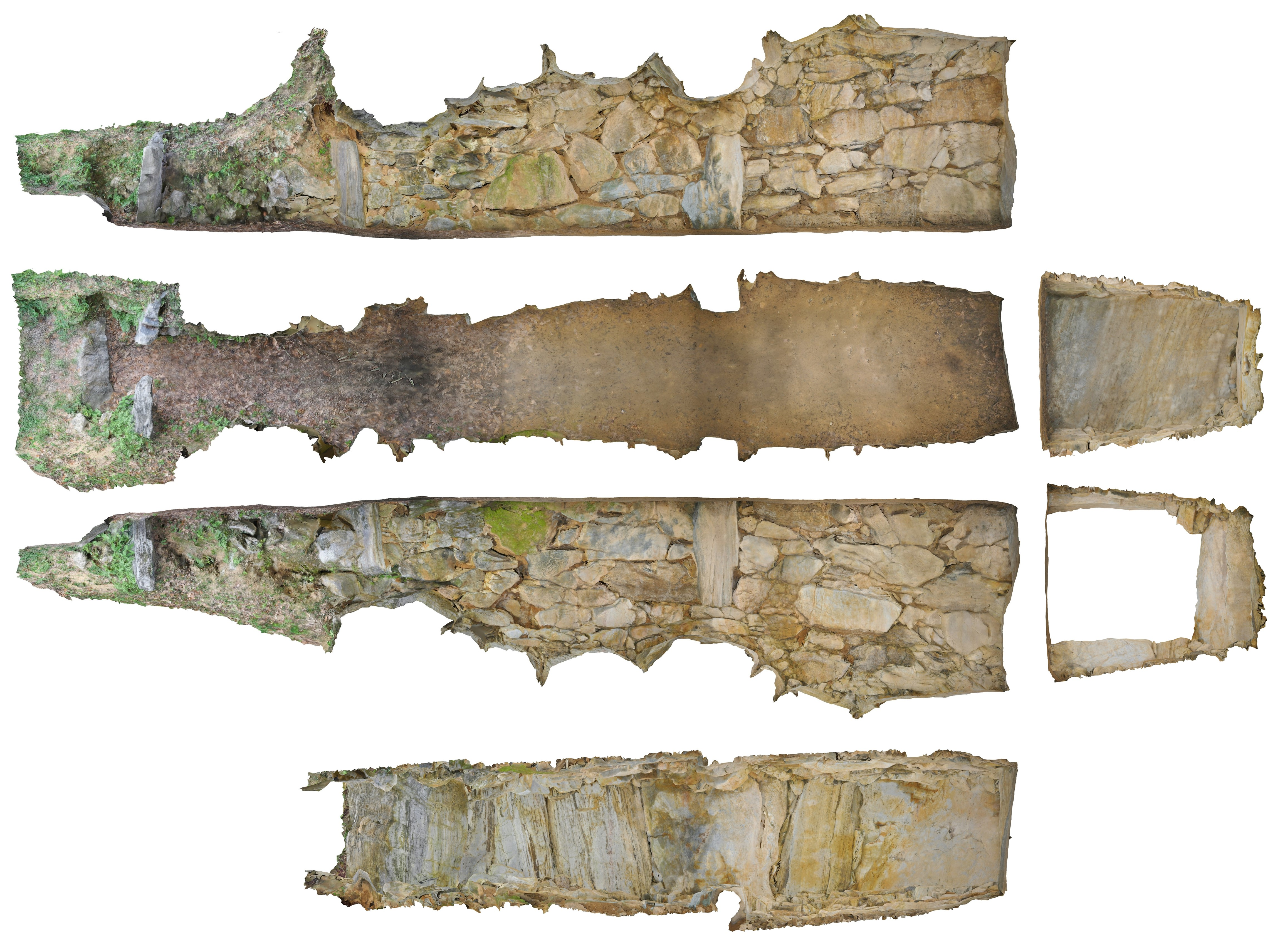
石室展開図

県道から柿畑に囲まれた狭い農道をしばらく進んだところにある。県道の反対側には、見学者用の駐車場がある。
6世紀末葉に築造されたとみられる東三河最大級の古墳であり、同時期の東海地方の古墳の中でも最大の規模を誇る。各地方の最高位の人物にヤマト政権が下賜したという金銅装馬具「棘葉形杏葉」が出土している。古墳の規模と出土遺物から、東海地方を代表する古墳時代後期の大首長墳のひとつであり、穂国造の墓に比定されている。
後円部の南側には横穴式石室があり、全長は埋蔵保存されている前庭部分を含めて17メートルほどである。立柱で区分された複室構造で、縦断面形が弧状を呈する天井や、奥壁の１枚石（鏡石）など、愛知県三河地方の大型横穴式石室の典型的な事例である。太平洋戦争中の1944年（昭和19年）には、石室が大日本帝国陸軍の弾薬庫として使用され、その際に石室内の前室から金銅装馬具などの副葬品の一部が出土した。陸軍は石室内の土砂を搬出して内部に板壁を設置したが、結局終戦まで火薬庫として使用されたことはなかった。
石室の石材が失われている箇所があり、石室に使われた石材が吉田城に使用されたという噂がある。

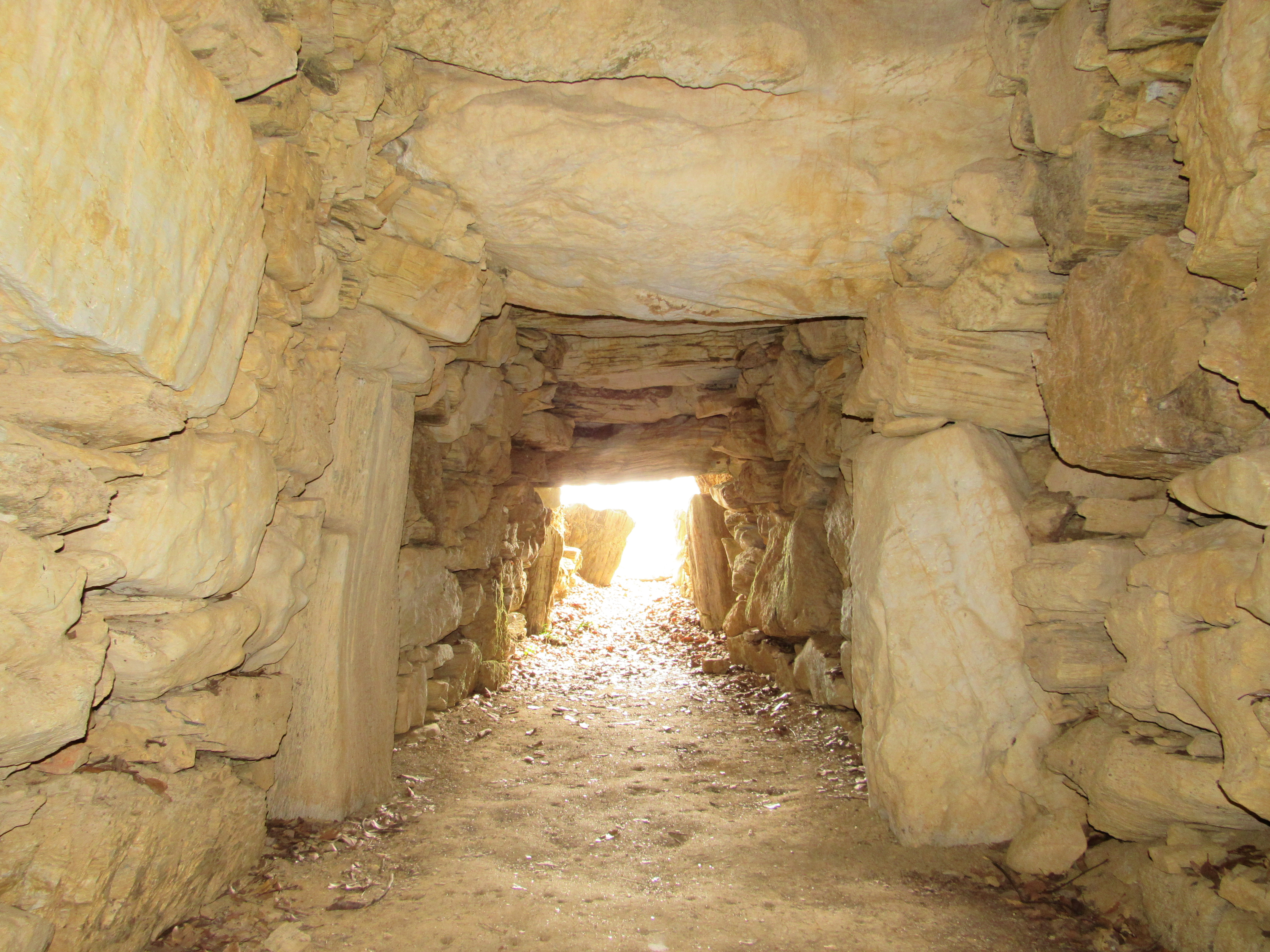
奥壁側から見た石室内部各室を区切る立柱石の状況。

## 特徴
基本的に後期の前方後円墳は、前方部と後円部の高さが同じである。しかしこの馬越長火塚古墳は、前方部が低平なのに比して後円部が傾斜角が強くひときわ高い。このため、過去には前方後円墳とはみなさずに前方部と後円部をそれぞれ異なる円墳であるとする時代もあった。このような形態の古墳の代表例には奈良県橿原市の見瀬（五条野）丸山古墳があり、2012年（平成24年）現在、西日本で7基ほどしか確認されていない。墳形が類似した前方後円墳の被葬者は、見瀬丸山古墳の真の被葬者と考えられている欽明天皇のもと、韓半島との外交に従事した西日本の有力豪族であるとする説が土生田純之によって提起されている。

## 出土遺物
確認された出土遺物は以下の通りである。出土遺物のうち311点は、2012年（平成24年）に重要文化財に指定された。金銅装馬具と玉類が特に多く出土している。
金銅装馬具の中でも棘葉形杏葉の評価が高く、沖ノ島祭祀遺跡出土品や熊本県打越稲荷山古墳出土品に系譜をひく、優美な忍冬唐草文が表現されている。ただし沖ノ島例や打越稲荷山例が韓半島で製作された舶載品であるのに対し、馬越長火塚古墳のものは棘葉形杏葉としては最初期の国産品と評価され、倭国の金工技術の発展をさぐるうえで重要な資料である。
また、ガラス製トンボ玉も国産品と考えられるが、斑点文と線状文が複合するものや多角形を呈するものなど、国内ではほかに例が無い文様のものが含まれる。
このほか、前庭から一括して出土した大量の須恵器群は、７世紀半ばに行われた墓前祭祀（追祭祀）で使用されたもので、湖西窯産を主体としており、時期的にも一括性が高い。

### 副葬品
| - 金銅装馬具 - 棘葉形杏葉 7点以上 - 雲珠 2点 - 辻金具 16点以上 - 鞍金具 一式 - 半球形飾金具 42点以上 - その他の飾金具 6点 - 鉄製馬具 - 方形立聞環状鏡板付轡 1点 - 鐙 一式 - 鉸具 1点 - 大刀・刀装具 - 大刀刀身 一振り以上 - 佩用金具 1点 - 鉄鏃 - 広根式 3点 - 細根式 86点以上 - その他の武器 - 弓飾り金具 4点 - 鉾 1点 - 農工具 - 鎌 1点 - 刀子 3点以上 | - その他の金属製品 - 釘 1点 - 針 1点 - 不明銅製品 1点 - 小型仿製鏡 1点 - 装身具 - 耳環 3点 - ガラス製トンボ玉 8点 - ガラス製丸玉 4点 - ガラス製勾玉 3点 - ガラス製小玉 15点以上 - ガラス製粟玉 35点以上 - 瑪瑙製勾玉 2点 - 碧玉聖勾玉 1点 - 琥珀製棗玉 - 水晶製切子玉 3点 - 銀製空玉 1点 - 須恵器 - 大型平瓶 1点 - 平瓶 1点 - 甕 1点 |

### 前庭出土土器

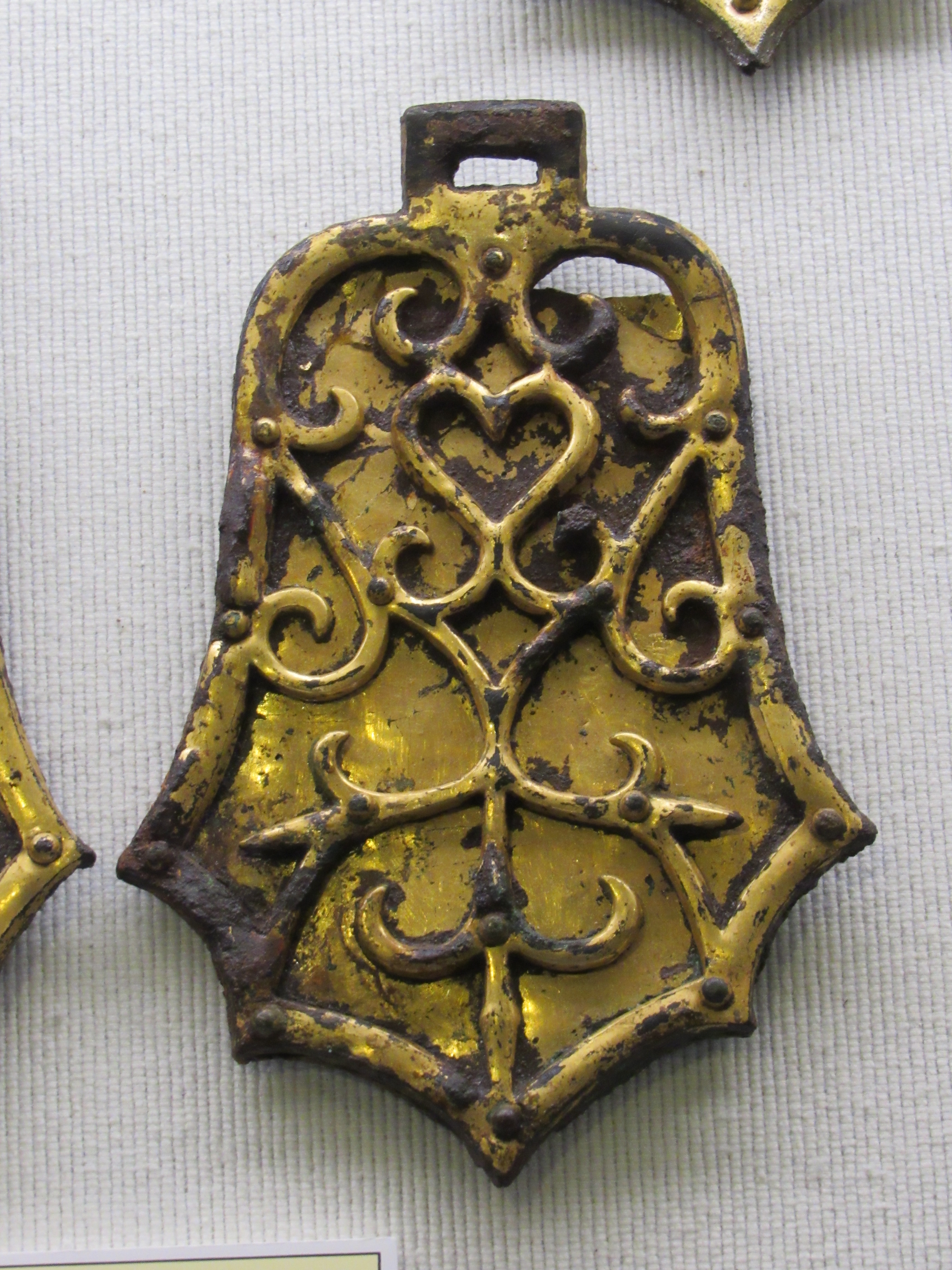
棘葉形杏葉
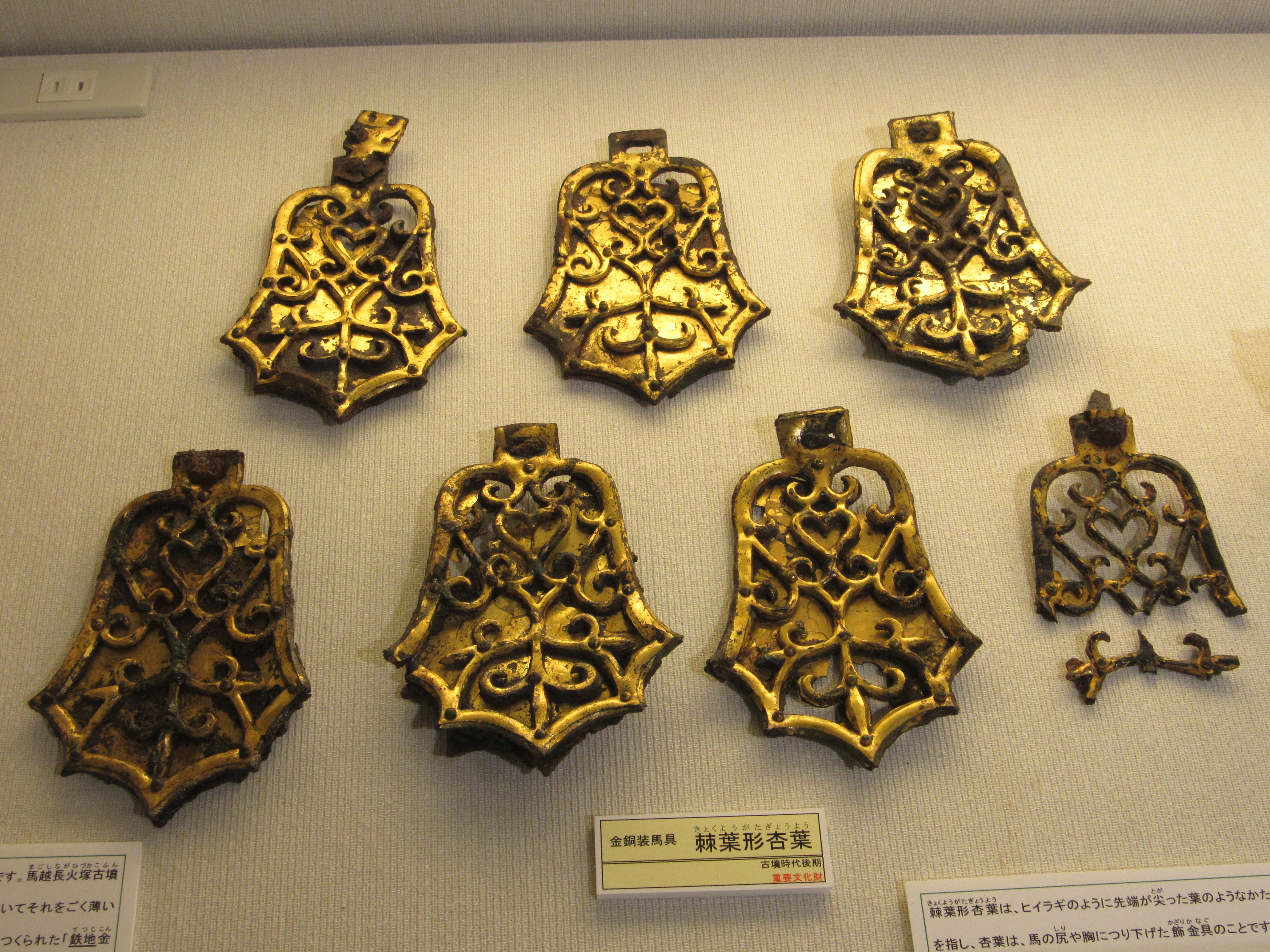
棘葉形杏葉（7点）
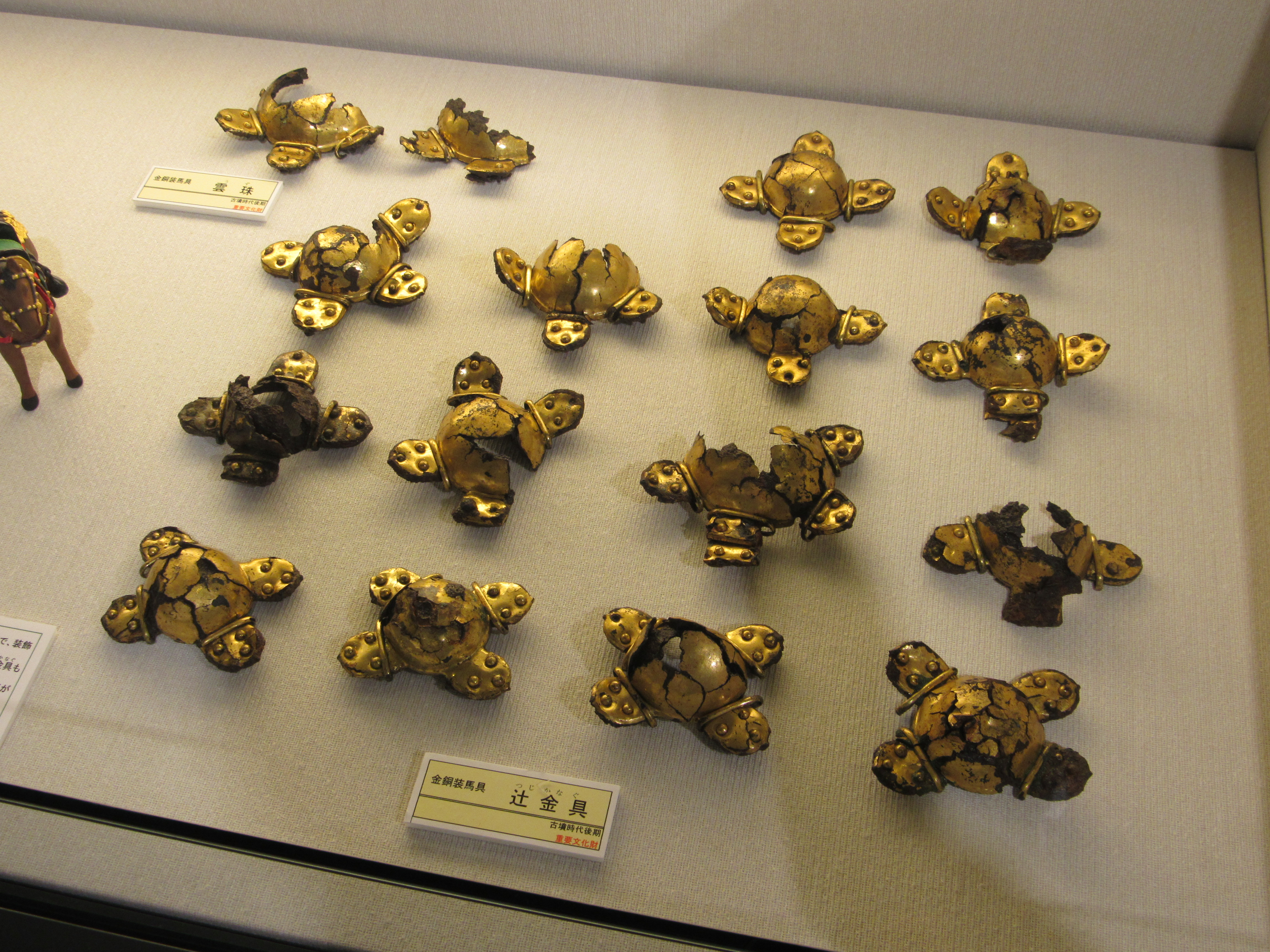
辻金具と雲珠
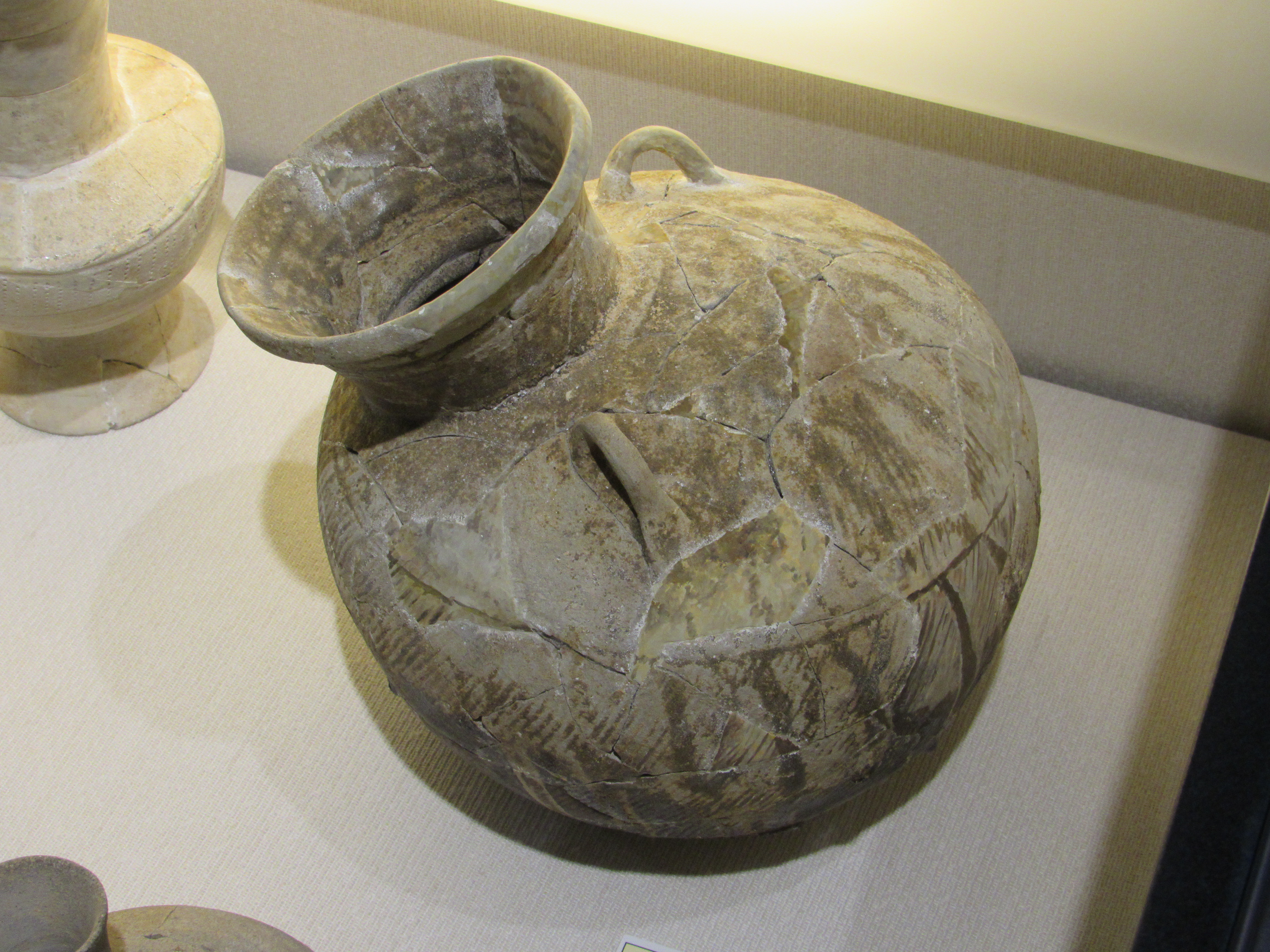
須恵器（平瓶）

- 須恵器
  - 坏蓋 24点
  - 坏身 19点
  - 坏 3点
  - 蓋 21点
  - 盌 10点
  - 脚付盌 1点
  - 高坏 7点
  - 𤭯 2点
  - 平瓶 11点
  - 大型平瓶 1点
  - フラスコ瓶 1点
  - 脚付長頸瓶 3点
  - 長頸瓶蓋 1点
  - 壺類 7点
  - 甕 1点
- 土師器
  - 高坏 1点

- 棘葉形杏葉
- 棘葉形杏葉（7点）
- 辻金具と雲珠
- 須恵器（平瓶）